# Seseli oligophyllum
Seseli oligophyllum är en flockblommig växtart som beskrevs av August Heinrich Rudolf Grisebach. Seseli oligophyllum ingår i släktet säfferötter, och familjen flockblommiga växter. Inga underarter finns listade i Catalogue of Life.